# Championnat du Soudan de football 2014
Navigation
Saison précédente Saison suivante
La saison 2014 du Championnat du Soudan de football est la cinquantième édition de la première division au Soudan, la Sudan Premier League. Elle regroupe, sous forme d'une poule unique, les quatorze meilleures équipes du pays qui se rencontrent deux fois, à domicile et à l'extérieur. En fin de saison, les deux derniers du classement sont relégués et remplacés par les trois meilleurs clubs de deuxième division tandis que le club classé 13e affronte le quatrième de D2 en barrage de promotion-relégation.
Une nouvelle fois, les deux clubs d'Omdourman qui dominent la compétition. Al Hilal Omdurman remporte le titre après avoir terminé en tête du classement final, avec un seul point d'avance sur le tenant, Al Merreikh Omdurman. Al Ahly Shendi se classe troisième à vingt-trois points d'Al-Hilal. C'est le vingt-quatrième titre de champion du Soudan de l'histoire du club.

## Qualifications continentales
Les deux premiers du classement se qualifient pour la prochaine édition de la Ligue des champions de la CAF. Les 3e et le 4e disputeront la Coupe de la confédération 2015 et la Coupe Kagame inter-club 2015.

## Les clubs participants
| - Al Hilal Omdurman - Al Ittihad Wad Madani - Al Nsoor - Al Rabta Kosti - Promu de D2 - Amal Atbara - Al Nil Hasahisa - Al Ahli Khartoum | - Al Hilal Al Fasher - Promu de D2 - Al Merreikh Omdurman - Al Hilal Kaduqli - Al Merreikh Al Fasher - Khartoum 3 - Al Ahly Shendi - Al-Ahli Atbara |

## Compétition
Le barème de points servant à établir les classements se décompose ainsi :
- Victoire : 3 points
- Match nul : 1 point
- Défaite : 0 point

### Classement
| Rang | Équipe                   | Pts | J  | G  | N  | P  | Bp | Bc | Diff |
| ---- | ------------------------ | --- | -- | -- | -- | -- | -- | -- | ---- |
| 1    | Al Hilal Omdurman        | 65  | 26 | 20 | 5  | 1  | 53 | 8  | +45  |
| 2    | Al Merreikh Omdurman'T'C | 64  | 26 | 19 | 7  | 0  | 56 | 12 | +44  |
| 3    | Al Ahly Shendi           | 42  | 26 | 12 | 6  | 8  | 31 | 20 | +11  |
| 4    | Khartoum 3               | 41  | 26 | 11 | 8  | 7  | 31 | 19 | +12  |
| 5    | Al Rabta KostiP          | 40  | 26 | 12 | 4  | 10 | 35 | 33 | +2   |
| 6    | Al Merreikh Al Fasher    | 40  | 26 | 10 | 10 | 6  | 30 | 28 | +2   |
| 7    | Al Ahli Khartoum         | 35  | 26 | 7  | 14 | 5  | 29 | 28 | +1   |
| 8    | Al Hilal Al FasherP      | 32  | 26 | 8  | 8  | 10 | 20 | 29 | -9   |
| 9    | Al Nsoor                 | 30  | 26 | 8  | 6  | 12 | 19 | 31 | -12  |
| 10   | Amal Atbara              | 29  | 26 | 8  | 5  | 13 | 24 | 35 | -11  |
| 11   | Al Hilal Kaduqli         | 28  | 26 | 7  | 7  | 12 | 26 | 35 | -9   |
| 12   | Al-Ahli Atbara           | 28  | 26 | 7  | 7  | 12 | 22 | 34 | -12  |
| 13   | Al Nil Hasahisa          | 14  | 26 | 3  | 5  | 18 | 12 | 45 | -33  |
| 14   | Al Ittihad Wad Madani    | 10  | 26 | 2  | 4  | 20 | 10 | 41 | -31  |

|  | Qualification pour la Ligue des champions de la CAF 2015 et la Coupe de l'UAFA 2015-2016 |
|  | Qualification pour la Coupe de la confédération 2015 et la Coupe Kagame inter-club 2015  |
|  | Participation au barrage de promotion-relégation                                         |
|  | Relégation directe en deuxième division                                                  |
|  | T : Tenant du titre C : Vainqueur de la Coupe du Soudan P : Promu de D2                  |

### Matchs

#### Barrage de promotion-relégation
Le club classé 12e de première division affronte le 3e de D2 dans un duel en matchs aller-retour afin de déterminer le club qui accède ou se maintient parmi l'élite.
| Équipe 1               | Résultat | Équipe 2       | Aller | Retour |
| ---------------------- | -------- | -------------- | ----- | ------ |
| Al Merreikh Kosti (D2) | 4 - 2    | Al-Ahli Atbara | 4 - 1 | 0 - 1  |

- Al Merreikh Kosti prend la place d'Al-Ahli Atbara parmi l'élite.

## Bilan de la saison
| Championnat du Soudan de football 2014                             |                               |
| Champion                                                           | Al Hilal Omdurman (24e titre) |
| Coupes et trophées                                                 |                               |
| Vainqueur de la Coupe du Soudan 2014                               | Al Merreikh Omdurman          |
| Qualifications continentales                                       |                               |
| Ligue des champions de la CAF 2015                                 | Al Hilal Omdurman             |
| Ligue des champions de la CAF 2015                                 | Al Merreikh Omdurman          |
| Coupe de la confédération 2015                                     | Al Ahly Shendi                |
| Coupe de la confédération 2015                                     | Khartoum 3                    |
| Coupe de l'UAFA 2015-2016                                          | Al Hilal Omdurman             |
| Coupe de l'UAFA 2015-2016                                          | Al Merreikh Omdurman          |
| Coupe Kagame inter-club 2015                                       | Al Ahly Shendi                |
| Coupe Kagame inter-club 2015                                       | Khartoum 3                    |
| Promotions et relégations                                          |                               |
| Promus en Premier League                                           | Al Merreikh Kosti             |
| Promus en Premier League                                           | Al Hilal Obayed               |
| Promus en Premier League                                           | Al Merghani Kassala           |
| Promus en Premier League                                           | Al Ahly Wad Madani            |
| Relégués en Championnat du Soudan de football de deuxième division | Al Nil Hasahisa               |
| Relégués en Championnat du Soudan de football de deuxième division | Al Ittihad Wad Madani         |
| Relégués en Championnat du Soudan de football de deuxième division | Al-Ahli Atbara                |